# Symplocos caerulescens
Symplocos caerulescens là một loài thực vật có hoa trong họ Dung. Loài này được (Vieill.) Brongn. & Gris miêu tả khoa học đầu tiên năm 1866.